# Ford Model AA
Ford Model AA — середньотонажна вантажівка від Ford. Оскільки моделі T і TT застаріли та потребували заміни, Генрі Форд розпочав початкові проекти моделей A та AA у 1926 році. Базове розташування шасі було зроблено швидко, а розробка механіки стрімко просувалась вперед. Дизайн і стиль кузова було розроблено, а потім передано різним виробникам кузовів, включаючи Briggs і Murray. Дизайн моделі A схожий на деталі та матеріали з моделлю AA, зокрема кузов, двигун і салон. АА зазвичай отримували більш прості інтер'єри, ніж їх автомобільні колеги. Модель AA слідувала за подібними змінами конструкції, що й модель A, протягом чотирьох років виробництва AA, часто із затримками від трьох до дев'яти місяців. Механічні зміни та модернізація були зроблені під час виробництва автомобілів. Зміни кузова, які відбулися між 1929 і 1930 роками, також були інтегровані у виробництво AA, але залишки деталей використовувалися довше у важких комерційних вантажівках.

## Технічні характеристики
Модель AA оснащена тим самим двигуном I4 об'ємом 201 кубічний дюйм (3,3 л), який використовував Ford моделі A. Двигун виробляв максимум 40 кінських сил при 2200 об / хв. Двигун мав карбюратор з підвищенням тяги, шестивольтовий генератор, 2-х і 4-лопатевий вентилятор, механічний водяний насос, механічний масляний насос, електричний стартер і чотирирядний радіатор. Усі ці характеристики були ідентичними Ford Model A, за винятком радіатора. Двигун також можна запускати кривошипом, якщо необхідно, ручним шатуном, який вставляється через отвір у корпусі радіатора. Модель AA базувалася на шасі, яке було подібне за конструкцією до моделі Ford Ford, за винятком того, що воно було значно більшим і важчим, щоб забезпечити роботу.
Модель AA має чотириступінчасту механічну коробку передач. Додатковою передачею в трансмісії є перша передача «бабуся» або «повзуча» з вищим передавальним числом, ніж перша передача на Ford моделі A, щоб забезпечити більший крутний момент для переміщення завантаженої вантажівки. Передатки з другої по четверту на трансмісії моделі AA були подібними до передачі з першої по третю на трансмісії моделі A. Коробка передач моделі AA також мала блокування ручки перемикання передач для заднього ходу, що вимагало активації важеля великим пальцем, щоб можна було включити задній хід. Це було зроблено для запобігання випадковому включенню заднього ходу під час руху вантажівки. Перші вантажівки мали черв'ячну передачу в задній частині, яка обмежувала максимальну швидкість вантажівки. Цю задню частину замінили диференціалом із кільцем і шестернею, щоб покращити швидкість вантажівки. Пізніший диференціал поставлявся з варіантами високої та низької швидкості. Пізніші моделі були оснащені скобами на зовнішньому корпусі задньої частини, щоб забезпечити додаткову підтримку корпусу задньої частини.
Підвіска вантажівки AA була схожа на передню частину моделі Ford. Листова пружина розташована в центрі передньої рами «A» над передньою віссю. Для передньої частини були доступні амортизатори. Задня підвіска відрізнялася від Ford Model A. АА мав листові ресори, встановлені на шасі та закріплені на задній осі. Задня підвіска не мала амортизаторів.
Елементи керування в моделі AA повністю механічні, за винятком склоочисників у пізніших моделях. Гальма механічні, а вантажівка має чотири великих барабанних гальма для зупинки автомобіля. Механічна система являє собою систему тяги, яка застосовує силу від педалі до шарніра, який тягне гальмівні тяги, які розширюють гальма в барабанах. Стоп-сигнал активується при натисканні на педаль гальма. Гальма спрямовані більше до задніх барабанів. Стоянкове гальмо являє собою хромований важіль на підлозі з кнопкою розблокування зверху. Склоочисники спочатку були ручними, а пізніші моделі приводилися в дію за допомогою вакууму, що відводився від впускного колектора. Кнопка звукового сигналу встановлена посередині рульового колеса. Органи керування освітленням також вбудовані в рульове керування. Перемикач був триступеневим перемикачем габаритних вогнів, фар і дальнього світла. Кольори лінз задніх ліхтарів на AA зазнали кількох змін під час виробництва. Для регулювання двигуна на рульовій колонці встановлено два важеля. Лівий важіль керує ручним випередженням і уповільненням часу. Регулювання часу роботи двигуна змінює час, протягом якого іскра виникає в камері згоряння, і ці зміни впливають на продуктивність двигуна. Правий важіль — це ручне керування дроселем. Дросель можна регулювати, щоб полегшити перемикання передач і швидкість холостого ходу двигуна. Під панеллю з правого боку знаходиться дросельна тяга. Дроссель може регулювати подачу палива з карбюратора в двигун. Поворот ручки на дросельній тязі за годинниковою стрілкою закриває потік палива, викидаючи двигун; обертання ручки проти годинникової стрілки відкриває потік палива до двигуна.
Кластер датчиків включає три основні датчики. Кластер має форму ромба, а клавіша запуску та висувний перемикач блокування розташовані ліворуч. У верхній частині блоку розміщено покажчик газу, який безпосередньо з'єднується з бензобаком за панеллю приладів. Права точка містить покажчик ампер, який показує швидкість заряду генератора. У нижній частині приладової панелі розташовані спідометр і одометр. За бажанням під кластером можна встановити додаткові датчики.
Під час виробництва моделі АА також були змінені колеса. Колеса зі спицями, схожі за зовнішнім виглядом на колеса моделі A, але набагато важчі, використовувалися протягом 1928 року. Двадцятидюймові дискові колеса з 6 пазами були виготовлені компанією Budd для Ford протягом 1929 року. У 1930 році було прийнято новий стиль 20-дюймових дискових коліс із 5 пазами. Ці колеса використовувалися в 1930 році та частково в 1931 році. Останні колеса були подальшою модифікацією колеса 1930 року з піднятим центром, щоб підсилити колеса та забезпечити відстань між подвійними колесами ззаду, щоб шини не терлися одна об одну. Подвійні колеса використовувалися для різних типів кузовів, включаючи самоскиди, евакуатори, автоцистерни, пожежні машини та бортові вантажівки. Колісні гайки змінювалися з кожним новим типом колеса відповідно до змін, внесених у конструкції колеса. Виготовляли спеціальні колеса для машин швидкої допомоги, автобусів, похоронних карет (катафалків).
У 1932 році Matchbox збирається виробляти автомобілі Ford Model AA.